# 波特兰开拓者
波特蘭拓荒者（英語：Portland Trail Blazers，簡稱：POR），是一支位於美國奧勒岡州波特蘭的NBA籃球隊，分屬於西區的西北組，主場為摩達中心。开拓者队在1976-77NBA赛季第一次杀入季后赛便夺得球队目前历史上唯一一座NBA总冠军奖杯。此后开拓者队也曾保持西部强队的身份，从1990年至2004年，开拓者队年年进入季后赛，特别在2000年NBA季后赛西部决赛中，开拓者队与洛杉矶湖人大战7场成为经典。

## 隊名簡介
波特兰开拓者成立于1970年，当时的波特蘭正好是美國西部大开发的中心地，因此用“开拓者”给球队命名能反映那个时代的特征。

## 歷史

### 早期
波特兰开拓者球队历史上的第一场比赛是在1970年10月16日对战当时同是NBA新晋球队的克里夫兰骑士，两支新军的对决以开拓者115-112三分击败对手结束。后卫吉姆·巴内特在第一节9分18秒时投进的一个罚球是开拓者队历史上的第一分。

### 比尔·沃尔顿時代 (1974-78年)

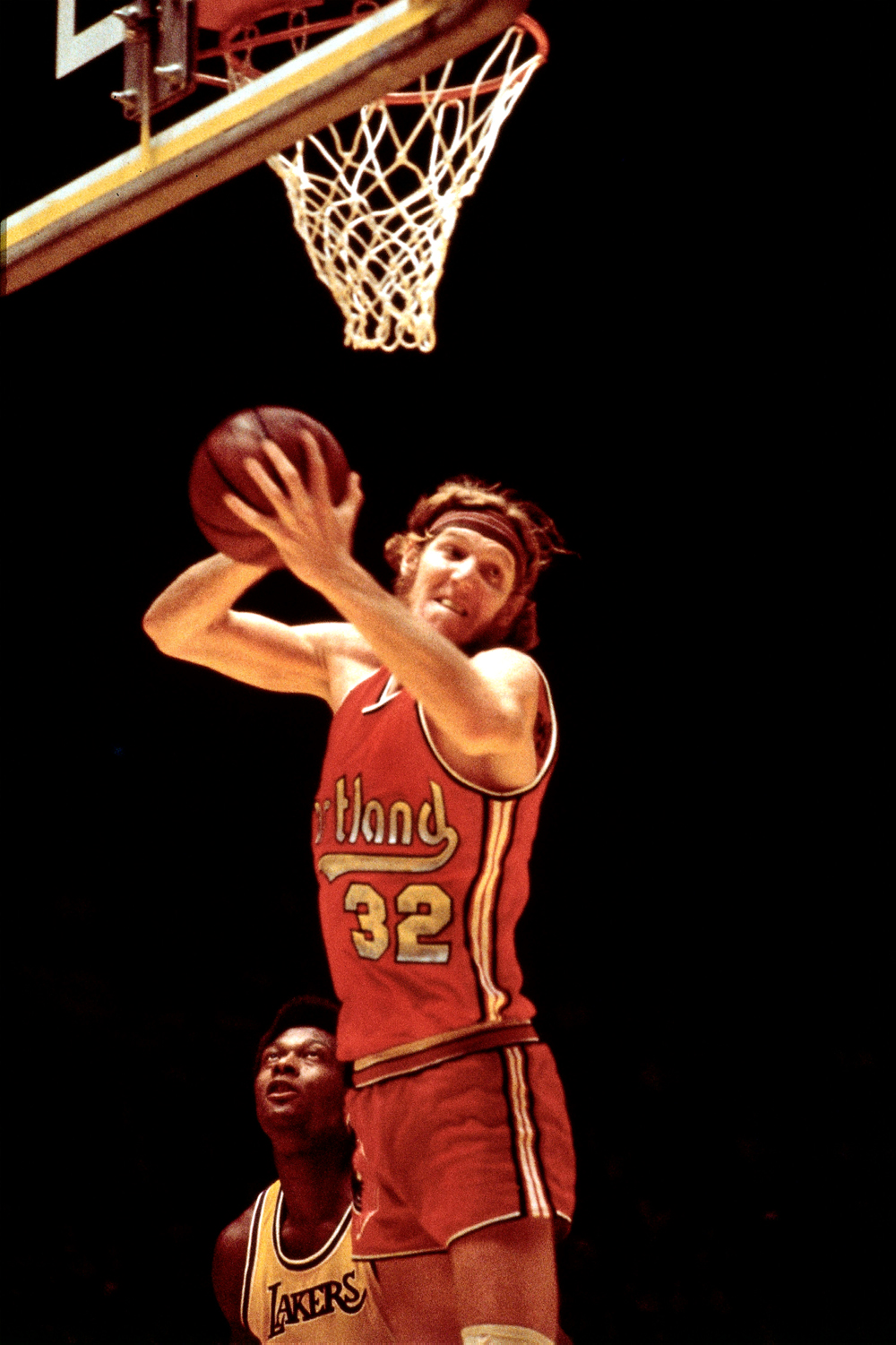
开拓者队時期的比尔·沃尔顿

1974-75年赛季，在新教练兰尼·威尔肯斯的指引和来自加州大学洛杉矶分校的三届最佳大学球员中鋒比尔·沃尔顿的加盟下，开拓者队取得了长足的进步，战绩提升11场达得38胜44负的成绩。
1975-76年赛季，比尔·沃尔顿开始展露才华，虽然受到伤病的困扰，但在1975年1月24日，对金州勇士的比赛上拿下队史上最高的22个防守篮板，三天后对华盛顿子弹的比赛上再一次做出20个防守篮板的惊人表现。可是，开拓者队的成绩跌到谷底，没有达到胜负各半。尤其是在芝加哥公牛带给开拓者队历史上最惨痛的失败，一场队历史上最大的56分分差，最后比分是130-74。教练威尔肯斯于赛季末离开球队转投同一赛区的西雅图超音速。

#### 冠軍賽季 (1976-77年)
1976-77年赛季，傑克·拉姆齊执掌球队帅印的第一年，同年也是四支前ABA球队并入NBA的一年（丹佛掘金、纽澤西篮网、印第安纳步行者和圣安东尼奥马刺）。这次联盟的合并不但改变了北美职业篮球联盟的格局，同时由于明星球员的更换门庭令球队的实力发生不少变化。开拓者队在送出杰夫·佩特里和史蒂夫·霍伊斯后，从阿特兰大手中得到了ABA解散选秀的第二号选秀权。随后利用这个选秀权，开拓者队得到了6尺9寸的莫里斯·卢卡斯，还继续调整阵容把希德尼·威克斯卖给了波士顿凯尔特人。
开拓者队在阵容大幅度改变后，由新人担纲的球队信心倍增并迅速进入角色，在赛季的前半段表现强劲。漫长的赛季也有不顺意的时候，在2月和3月的时候，开拓者队陷入低潮仅拿下10胜16负的战绩。幸运的是在关键时候打醒精神，以一波5连胜结束赛季并昂首挺入季后赛。在常规赛取得不错的49胜33负战绩后，首次打入季后赛的开拓者队一路平川直至登上最后的王座，开拓者队以团队篮球为标志并取得了球队首次NBA总冠军，主將比尔·沃尔顿榮獲总決賽MVP。

#### NBA最有价值球员 (1977-78年)
1977-78年赛季，卫冕冠军波特兰开拓者以秋风扫落叶之势取下58胜仅负24场，是该赛季NBA球队中的最好成绩。在二月份的比赛后球队的战绩甚至高达50胜10负，包括创队史的26场主场连胜。然而开拓者队后劲不足，最后的22场比赛中只取得8胜14负。在1978年NBA季后赛中也未能及时觉醒，在西部半决赛中败给了西雅图超音速。借著上一赛季赢得NBA总冠军的威名，几个开拓者的球员赢得了联盟的认可和个人荣誉。其中比爾·華頓收获最大，成为了年度NBA最有价值球员，他也是現時历史上唯一一个问鼎这个奖项的波特兰开拓者球员，同时也入选了NBA最佳阵容。
1978-79年赛季，比爾·華頓由于脚部应力性骨折缺席了整个赛季。

### 克莱德·德雷克斯勒時代 (1983-95年)

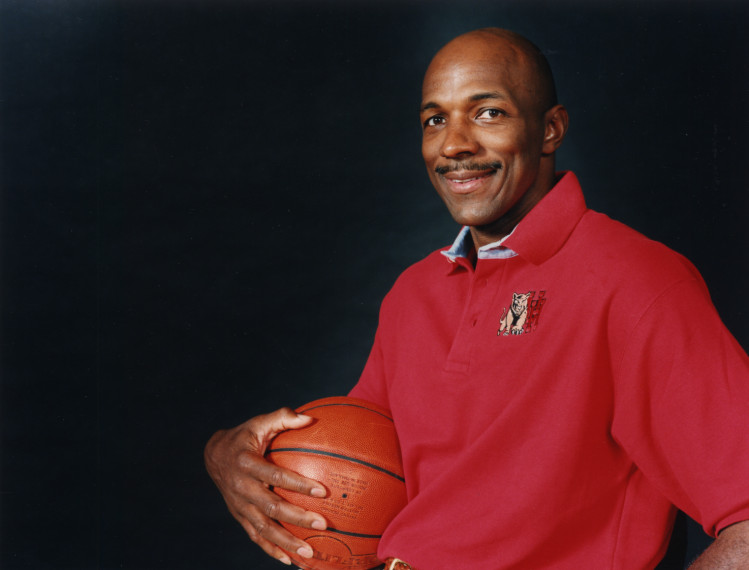
开拓者队名將克莱德·德雷克斯勒

1983年NBA选秀中，开拓者队以第一轮第14順位挑选了来自休斯顿大学的“滑翔机”克莱德·德雷克斯勒。1983-84年赛季，开拓者队的48胜34负成绩是球队自1974年以来最好的成绩。1983年11月22日，再次刷新了球队的单场得分纪录，拿下156分战胜丹佛掘金，分差达到了40分。而开拓者队的球迷一如既往地支持开拓者。截止1984年3月3日开拓者的主场已经连续300场爆满。开拓者队还打进了1984年NBA季后赛，不过在首轮对菲尼克斯太阳的五场比赛后败下阵来。
1987-88年赛季，开拓者队在不断成长的克莱德·德雷克斯勒和特里·波特的带领下取得53胜29负的战绩。但开拓者队连续第三年在季后赛第一轮止步，1-3负于犹他爵士。队中球星德雷克斯勒的这个赛季的总分为2185分，是球队的新纪录，平均每场27分也是球队最高。
1988-89年赛季开始前，拉里·韦恩伯格宣布把开拓者队出售给西雅图的计算机巨子、微软的创立人之一的保罗·艾伦。而开拓者队在該赛季最后只能抱着39胜43负的战绩，不过队中的德雷克斯勒创造另一项球队纪录，场均拿下27.2分，同时还创下了球队的抢断纪录，平均每场有2.73次抢断。
1989-90年赛季里，开拓者队打出59胜23负的成绩，还在西部季后赛上分别战胜达拉斯小牛、圣安东尼奥马刺和菲尼克斯太阳后跻身总决赛，但开拓者队最后在总决赛以1-4上败给底特律活塞。
1991-92年赛季，是德雷克斯勒最为难忘的一个赛季。他平均每场得到25.0分（联盟排名第4），成为波特兰开拓者队历史上第二位入选NBA最佳阵容第一队的球员，他还在NBA最有价值球员投票中仅次于迈克尔·乔丹位列第二，并且带领开拓者队杀入了NBA总决赛与乔丹领军的芝加哥公牛一决高下。不幸的是，乔丹在第一场比赛中手感热得令人难以置信，仅在上半场就凭借一系列的跳投和远距离三分独取35分，最终公牛队也以122-89击溃开拓者队。此后开拓者队卷土重来，眼看就要将总决赛拖入第7场。但开拓者队在以79-64领先进入第四节的优势情况下输掉了第6场比赛，与总冠军失之交臂。
受伤病困扰，德雷克斯勒的数据在随后的两个赛季里有所下降（分别降至场均19.9分和19.2分）。到了1994-95年赛季中期时，开拓者队被迫将德雷克斯勒交易到休斯敦火箭换取奥蒂斯·索普。

### 九十年代後期 (1995-2000年)

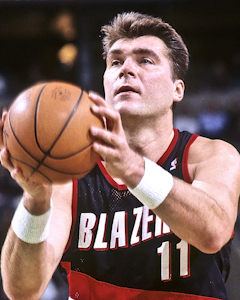
九十年代後期开拓者队主力中鋒阿维达斯·萨博尼斯

1995-96年赛季，开拓者队取得了长足的进步在常规赛中赢下49场比赛，但可惜的是季后赛的结果依旧，开拓者队重蹈了第一轮出局的覆辙，这次是败在洛杉磯湖人的手上。主教练卡尔西摩随后被解雇，迈克·邓利维成为开拓者队的新任主帅。
1997-98年赛季，开拓者队除了主帅迈克·邓利维外，还有两张重要的新面孔：以自由人加盟的前锋布莱恩·格兰特；季中从多伦多交易换来的控球后卫戴蒙·斯塔德迈尔。尤其“太空飞鼠”（Mighty Mouse，斯塔德迈尔的外号）成为自从克莱德·德雷克斯勒离开后开拓者队一直寻找的灵魂球员，但球队再次在季后赛被冤家洛杉磯湖人淘汰。1998年2月27日，拓荒者創下了NBA一個不光彩的記錄，他們作客印第安納溜馬以59-124慘敗，65分之差不但成為當時NBA史上第二大差距（截至2024年是第三大差距），更成為NBA史上首支單場得分不及對手得分一半的球隊。這場比賽前兩天，拓荒者還曾作客以106比101擊敗米高·佐敦領軍的芝加哥公牛。
1998-99年赛季，开拓者队在这个缩水赛季以西部第二的35胜15负战绩完成常规赛，球队也终于突破了季后赛的第一轮，先后淘汰菲尼克斯太阳和猶他爵士，不过在西部决赛中败在最终冠军圣安东尼奥马刺的手下。
1999年的夏天，开拓者队首先是把坏孩子莱德尔被交换到阿特兰大鹰换来神射手史蒂夫·史密斯。然后用几个球员从火箭队换来了斯科特·皮蓬。1999-00年赛季，由戴蒙·斯塔德迈尔、史蒂夫·史密斯、斯科特·皮蓬、拉希德·华莱士和阿维达斯·萨博尼斯组成的开拓者队正选阵容，加上第六人布莱恩·格兰特，在常规赛的战绩仅次于洛杉磯湖人，排名全联盟第二，而且开拓者队连续第二年打进西部决赛，但最终负于洛杉矶湖人。

### 拓荒者鐵三角時期（2006-2010年）
拓荒者一直是NBA季后赛的常客，但是自2000年与湖人争夺西部冠军失败后，开始萎靡不振，2001至03年在季后赛首轮即遭淘汰，此后（04-08年）一直未能进入季后赛。
在2006年NBA選秀中，拓荒者交易了维克特·卡亚帕。開拓者也以第六順位選中了布蘭登·羅伊。2007年春天，史蒂夫·帕特森辭去了隊長的職務，保羅·艾倫簽署了重新購買玫瑰花園的協議。在場上，球隊完成了32-50的戰績，而新秀得分後衛羅伊被評選為2006-07賽季的NBA年度最佳新秀。那個夏天Pritchard被提升為總經理和前耐克公司執行長拉里·米勒被聘為總裁。開拓者獲得了2007年NBA選秀權，一開始外界猜測他們可能會選擇凱文·杜蘭特，但是拓荒者最後選擇了俄亥俄州立大學中鋒格雷格·歐登，杜蘭特則於第二順位被競爭對手西雅圖超音速挑中。奧登遭受了前期膝關節損傷，需要微創手術，並錯過了整個2007-08賽季。奧登與傷病不斷的戰鬥和杜蘭特的成功導致了與開拓者在1984年對邁克爾·喬丹的選擇Sam Bowie的比較。
儘管如此，拓荒者在12月初開始了13場連勝，結果是12勝12負，是12月份最佳NBA。Nate McMillan贏得了NBA本月的教練榮譽，羅伊獲得了NBA西部世界球員周末的榮譽，這是在1990 - 1991賽季，克萊德·德雷克斯勒的第一支開拓者隊獲得成功。西部聯合會主教練選擇羅伊進入2008年NBA全明星賽，這是2001年拉希德·華萊士以來第一個開拓者全明星賽。開拓者賽季結束了41-41賽季，是自2003-04賽季以來的最佳紀錄。賽季之後，拓荒者成為太平洋西北唯一的NBA球隊，因為西雅圖超音速公司搬到了俄克拉何馬城。
拓荒者經過了5年未進季後賽後，在09年-11年連三年挺進季後賽，第一輪分別碰上休士頓火箭、鳳凰城太陽以及達拉斯小牛，最終還是以2:4在第一輪淘汰出局。

### 拓荒五虎將時期（2011—2015）

#### 2013-2014年球季

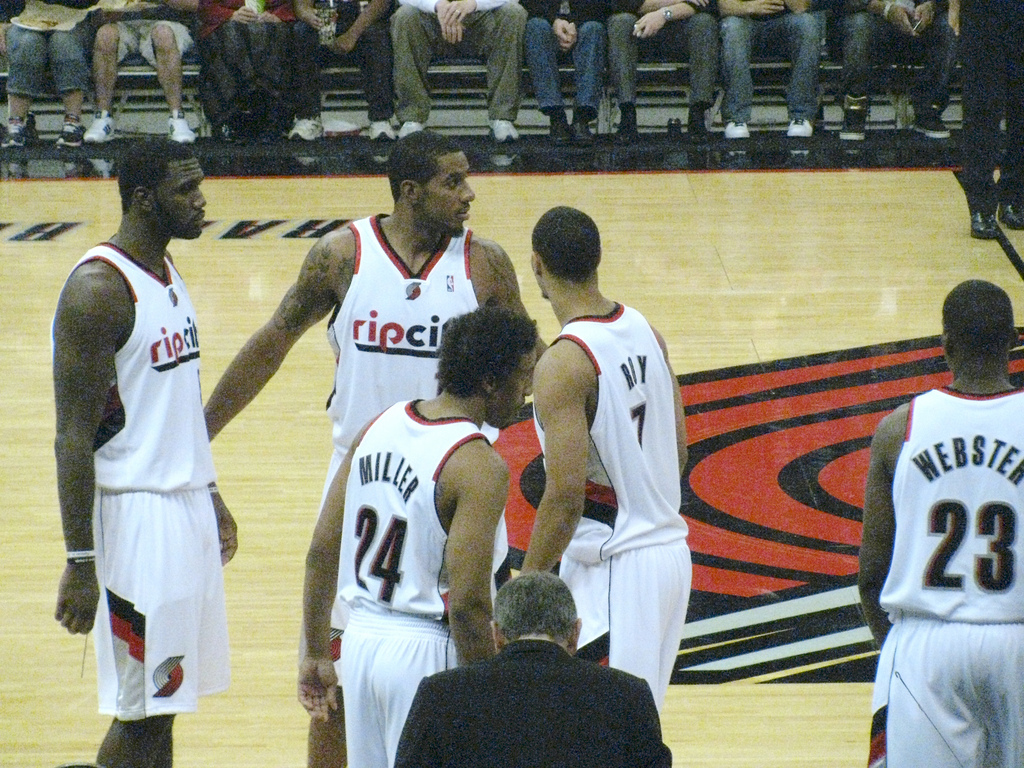
艾德里奇、羅伊和歐登曾是拓荒者衝擊總冠軍的希望。

拓荒者經過了2年未進季後賽後，在2013年夏天簽下羅賓·羅培茲，用來保護拉馬庫斯·艾德里奇，讓他的中長距離投射更有威力。而這個投資也讓拓荒者在2013-14年球季重返季後賽，第一輪碰上火箭，拉马库斯·艾德里奇強勢演出，第1戰46分18籃板、第2戰43分帶領下，加上里拉德在第6戰的絕殺三分球，最終以4:2晋级西部半决赛。
西部半决赛時被马刺连续三场击败，雖然贏了第4戰，但最終1:4淘汰出局。

#### 2014-15年球季
2015年4月4日，拓荒者客場107:77大勝湖人，加上雷霆92:100輸給灰熊，確定登上西北組冠軍。
2014-15年球季，拓荒者51勝31敗西區排名第四，季後賽首輪碰上了曼菲斯灰熊，儘管拓荒者是西北組冠軍，由於戰績落後西區排名第三的快艇4場勝差，所以首輪主場優勢反而是由灰熊掌握。拓荒者在傷兵困擾，加上球隊領袖艾德里奇帶傷上陣情況下，一度陷入0:3的絕對劣勢。雖然里拉德第4戰終於復甦，但一切已成定局。最終拓荒者1:4不敵灰熊，提前放暑假。
拓荒者被淘汰後，戰力大流失。雖然成功和達米安·里拉德簽下大約，但卻未能簽回主力前鋒艾德里奇，只能目送他投奔馬刺，接著罗宾·洛佩斯和阿隆·阿法拉罗選擇到纽约尼克，韦斯利·马修斯轉戰達拉斯獨行俠，尼古拉·巴頓轉戰黃蜂。然而，拓荒者仍然在一片荒野中找到一線希望：季後賽表現不俗的C·J·麥凱倫。

### 拓荒者雙槍（2015—2022）

#### 2015-16：逆襲

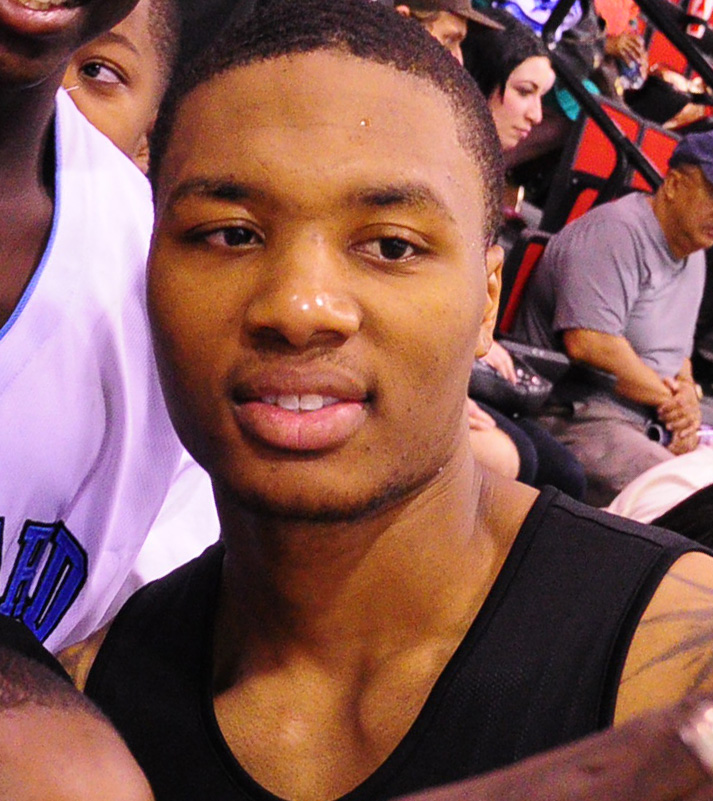
達米安·里拉德兩次入選NBA全明星賽，是2012-13賽季NBA年度最佳新秀一致的選擇。

2015年夏天，拓荒者陣容大變，儘管球團試圖補強，但季前拓荒者早被眾多專家打了個叉。
然而開季後，拓荒者新雙槍達米安·里拉德和C·J·麥凱倫聯手打臉眾專家。搭配陣中不少功能型球員，大半球季都在西區前8強。
4月7日，拓荒者主场120:115险胜雷霆，锁定季后赛席位。
拓荒者第一輪對上洛杉磯快艇，前4戰雙方都在主場取勝。拓荒者在後2戰把握快艇2大主力季後賽報銷的利多，順利以4:2淘汰對手。
西區準決賽，雖然拓荒者一開始陷入0:2落後，第3戰靠著里拉德全場40分帶領下，於主場120:108擊敗勇士，扳回一城。然而，勇士後衛史蒂芬·柯瑞在第4戰重回戰場，屢屢展現MVP的價值，拓荒者最終以1:4結束這個驚奇的賽季。
2016年5月16日，开拓者與主帅特里·斯托茨达成了为期3年的续约協議，续约至2020年。

#### 2016-17
4月9日，雷霆客场靠著大三元製造機衛斯布魯克絕殺以106:105险胜金塊锁定季后赛席位，拓荒者第一輪對上勇士。
但在面對勇士時，拓荒者無力阻擋4大球星肆虐，而勇士隊深厚的板凳戰力也絲毫不給對手機會，最後拓荒者慘遭直落四橫掃。

#### 2017-18：魂斷紐奧良
拓荒者在2017–18賽季的球員陣容並沒有太大的異動，且在季前預測中，並沒有太多人相信拓荒者可以進入西區前三強。然而在賽季開打後，拓荒者靠著眾球員的努力不懈，雖然戰績無法超越休士頓火箭和金州勇士，但卻能以前八強身份進入季後賽，且主力球員達米安·里拉德以及C·J·麥凱倫的活躍表現更使外界一致看好拓荒者的前景。拓荒者也不負眾望地成為繼火箭和勇士之後，西區第三支取得季後賽資格的球隊。
拓荒者以49勝33敗的戰績結束了例行賽，成為西北組龍頭，並正式取得西區第三種子，這也是拓荒者自2009年後首次掌握首輪主場優勢。然而在季後賽首輪對上紐奧良鵜鶘的系列賽中，拓荒雙槍不僅在進攻端方面嚴重熄火，且原本就不擅長的防守端更被對手放大，加上鵜鶘中鋒安東尼·戴維斯徹底撕裂拓荒者的禁區防線、拉簡·朗多和朱·哈勒戴的強勁防守、尼古拉·米羅蒂奇的三分球轟炸，讓拓荒者以慘遭鵜鶘直落四橫掃（G1：95−97、G2：102−111、G3：102−119、G4：123−131）。這也是拓荒者在季后赛的10连败，追平了队史纪录。拓荒者曾在2000年6月4日至2003年4月25日期间遭遇季后赛十连败。且拓荒者也追平了底特律活塞在2008年5月28日至2016年4月24日期间的十连败纪录，为目前未被终结的最长季后赛连败纪录。

#### 2018-19：老闆保羅·艾倫過世、相隔19年重返西決
拓荒者老闆保羅·艾倫他曾經兩度抗淋巴癌成功，戰勝疾病，然而開幕戰前兩週癌症再度復發，他最終不敵病魔而過世，享壽65歲。由於保羅·艾倫終身未婚，其胞妹無意願成為波特蘭拓荒者及西雅圖海鷹的老闆，因此兩支球隊已計畫將會對外出售，保羅·艾倫生前也曾擬定過這項計畫。10月18日拓荒者主場開幕戰對上勒布朗·詹姆斯帶領的湖人大軍，最終128比119拿下勝利，並把這1勝獻給日前病逝的前老闆，拓荒者也繼續寫下NBA的紀錄，在主場的開幕戰已經連續18個球季都獲勝。
拓荒者在主場迎戰籃網的這場比賽從頭到尾，呈現激烈的拉鋸戰，雙方互有領先，一路糾纏到兩度延長賽才分出勝負。拓荒者最終以148比144驚險擊敗籃網，贏得4連勝，並且確定取得季後賽資格，與火箭之間的勝差也縮小到半場。雖然拿到重要一勝，但拓荒者全隊沒人想直接慶祝，因為先發主力中鋒諾基奇在2度延長賽一次爭搶球權中嚴重受傷倒地，直接被擔架抬出去。
拓荒者以53勝29敗的成績，西區第3種子的身分前進季後賽，對上第6種子的奧克拉荷馬城雷霆。因為後場雙槍里拉德和C·J·麥凱倫的出色表現，拓荒者以4：1淘汰對手，晉級下一輪。
迎戰前一輪和馬刺激戰7場才驚險晉級的金塊，拓荒者攻勢也略嫌零星，無法集中連貫追分，且倒數1分鐘時，塞斯·柯瑞與C·J·麥凱倫的5罰只中1，里拉德39分居首，但他也發生多達6次失誤，康特另有26分進帳但錯失最後一絲反撲機會，終場就以113比121落敗，系列賽0：1落後。
第二戰，开拓者在客场以97-90击败了掘金，将总比分扳成1-1。开拓者抢得主场优势。达米安-利拉德表现平平，17投仅5中，三分球7投1中，得14分，C·J·麥凱倫20分、6个篮板和6次助攻，伊尼斯-坎特15分9个篮板，艾尔-阿米努11分10个篮板。替补出场的罗德尼-胡德15分，扎克-科林斯10分6个篮板。
第三戰，拓荒者與金塊隊上演NBA季後賽史上第二度出現的四度延長賽惡鬥，拓荒者胡德倒數18.6秒的關鍵三分球命中，隨後約柯奇兩罰僅中一，加上塞斯·柯瑞終場前2.8秒兩罰俱中，率隊140：137艱辛拿下勝利。
第四戰，里拉德和麥凱倫各有28分和29分。聯手轟進57分，戰況拉鋸，最終金塊靠穆雷最後6罰俱進穩住勝果，讓拓荒者112：116吞下敗場，也將系列賽2：2扳平。
第五戰，在金塊的防守下，拓荒者進攻可說是乏善可陳，終場就以98比124慘敗，系列賽2-3落後。
前一戰作客丹佛苦吞26分慘敗，且讓金塊取得3比2聽牌優勢，第六戰回到自家主場面臨輸不得壓力，球隊靠著後場雙槍合攻62分，還有板凳奇兵胡德砍下25分，終場就以119比108取勝，逼平系列戰。
第7戰，靠著麥凱倫的無解投籃、全場射進37分，主將里拉德也繳出準大三元的成績，終場以100:96拿下「搶七」大戰的勝利，系列賽以4:3晉級，接下來在西區決賽將要面對衛冕軍金州勇士。
拓荒者有五人得分上雙，但難敵勇士的「浪花兄弟」，賽前傳出出賽存疑的胡德，帶傷替補上陣攻下17分、3籃板，里拉德19分、6助攻、4籃板，麥凱倫17分、3籃板，康特10分、16籃板、3助攻，哈克雷斯17分、4籃板。終場94：116首戰落敗。
上半場領先15分、第四節後段也一度領先8分，但拓荒者仍無法守成，在第四節最後4分半鐘被勇士發動一波14比3的猛烈攻勢，加上伊古達拉的關鍵阻攻，拓荒者被上演大逆轉，以111比114惜敗勇士，系列賽吞下2連敗。里拉德得到23分10助攻5籃板，不過16投僅6中；麥凱倫雖然上半場拿下16分，但下半場幾乎熄火，全場進帳22分5助攻3籃板，23投僅9中。小柯瑞三分球7投4中，拿下16分4抄截，他可以說是拓荒者第四節表現最出色的球員；胡德和哈克雷斯各得到12分。先發中鋒康特只上場19分鐘，得到4分5籃板。
第四戰，里拉德和麥凱倫各有28分和26分，雷納德更繳出30分代表作，無奈沒把握最多17分領先，連3戰遭勇士逆轉，無奈被橫掃。總計拓荒者最近3次在季後賽和勇士交手，吞下1勝12敗，勇士大軍儼然已經成了波特蘭難以擺脫的夢魘。

#### 2019-20：里拉德的季尾狂飆
由於多人擁有傷病，所以球隊宣佈簽下卡梅羅·安東尼。
5月25日，开拓者官方正式宣布，主教练特里-斯托茨将与球队续约至2021-22赛季。球隊以西區第8名完成賽季，並與曼斐斯灰熊展開季後賽最後加賽爭奪戰。拓荒者驚險勝出，以第8種子之姿迎戰西區龍頭洛杉磯湖人。
第一戰，拓荒者全場僅用8人輪替作戰，雖然整場大半時間都處於領先優勢，卻在第四節遭到湖人超前。不過關鍵時刻在里拉德和C·J·麥凱倫的火力帶動下，團隊聯手砍進6記三分球，直接轟垮了湖人的防線，終場以100比93扳倒對手，搶下系列賽首場勝利。
可惜，拓荒者於第二戰被湖人一路挨打，一度落後對手多達33分，終場就以88比111慘敗而歸，將系列賽追成1比1平手。
欠缺人手的拓荒者，進攻仍集中在先發球員身上，里拉德20投8中包括砍進5記三分球，得到34分7助攻5籃板，麥凱倫拿下28分8籃板4助攻2抄截。卡梅羅·安東尼攻下20分6籃板4抄截，諾基奇10分7籃板3助攻，懷塞德8分8籃板。讓紫金軍團在下半場後來居上，以108比116敗給湖人，系列賽1比2落後。
拓荒者陣中8人得分達到兩位數，諾基奇拿到20分13籃板4助攻，卡梅羅·安東尼16分，C·J·麥凱倫18分，懷塞德（Hassan Whiteside）11分3籃板，崔特（Gary Trent Jr.）13分，海佐尼亞（Mario Hezonja）和加伯利耶（Wenyen Gabriel）各拿到11分、10分。從比賽一開始，拓荒者在受制於湖人攻守兩端就展現侵略性，一路被壓制，整場比賽最多輸到38分，終場以115比135慘敗，系列賽1比3被聽牌。
第五戰，在少了里拉德情況下，拓荒者沒有放棄念頭，整場頑抗湖人表現值得肯定，雖然麥凱倫拿到36分與安東尼則有27分進帳，拓荒者終場就以122比131落敗，系列賽1比4遭到淘汰。

#### 2020-21：史達茲時代結束
拓荒者在主場以125比119逆轉獨行俠，取得3連勝，對總教練史達茲來說，更是達成生涯執教第500勝里程碑。
里拉德在首輪第一戰狂飆34分13助攻，其中第三節獨拿15分，帶領拓荒者扭轉戰局。拓荒者掌握領先優勢後，第四節初也成功擋下金塊的反擊，以123比109客場旗開得勝。
雖然里拉德轟進9記三分球、狂轟42分10助攻4籃板，但對面約柯奇同樣展現驚人攻守效率，20投15中豪取38分8籃板5助攻，其中25分出現在上半場，在他的牽制和帶領下，金塊團隊運作更為出色，整場比賽最多領先到23分，最終拓荒者以106比128慘敗，系列賽雙方1比1平手。
第3戰，拓荒者以里拉德37分居首，麥凱倫22分次之，到了末節，安東尼火力爆發，連拿8分逼平比賽，但金塊也有奇兵跳出，小瑞佛斯關鍵時刻轟進4記三分彈，約柯奇最終致命補籃更瓦解拓荒者反攻。拓荒者最終以115比120敗給金塊。
第4戰，里拉德全場投10中1，僅拿10分，拓荒者卻換先發小前鋒鮑威爾徹底爆發，全場投15中11，含三分球4投全進，貢獻全場最高29分，輕鬆帶領地主拓荒者115比95擊碎金塊，首輪扳成2比2平手僵局。
關鍵的第5戰，里拉德狂飆55分，其中12顆三分球更是打破克雷·湯普森保持的季後賽三分球紀錄，他在第四節和第1次延長賽中接連飆進不可思議的三分球，一再拯救了拓荒者。然而，進入2度延長賽，雖然里拉德一開始火力不減，但小將波特最後頂住壓力命中超前比分的三分球，而拓荒者卻是陷入將近3分鐘進攻完全熄火狀態，讓拓荒者得以以140比147惜敗，系列賽2勝3敗的被聽牌。
拓荒者在第六戰以115：126不敵丹佛金塊後，季後賽之旅提前在首輪落幕，其中近幾場比賽屢屢改寫聯盟紀錄的里拉德更成為悲情英雄，在球隊遭到淘汰後他也直言，現在的拓荒者狀態確實還不具備爭冠的條件。隨後，雖然還有兩年合約，拓荒者正式宣布和史達茲分道揚鑣。

#### 2021-22：昌西·比卢普斯上任
拓荒者以四年加第五年選擇權簽下前底特律活塞和洛杉磯快艇助理教練昌西·比卢普斯擔任總教練。
2021年12月3日，拓荒者解僱Neil Olshey，結束了他10年GM和籃球營運總裁的任期，拓荒者發表聲明經調查發現Neil Olshey違反球隊行為準則，Joe Cronin已經被晉升為臨時GM。
2022年2月5日，拓荒者將諾曼·鮑威爾、羅伯特·科溫頓送至洛杉磯快艇換取艾瑞克·布萊德索、贾斯蒂斯·温斯洛、基翁·強森及一支2025二輪選秀權。大部分球迷認為拓荒者在該次交易中得到太少球員，難以保持戰力。
拓荒雙槍時代結束
2022年2月9日，拓荒者將效力球隊九年的C·J·麥凱倫以及小拉里·南斯，Tony Snell （页面存档备份，存于）送至紐奧良鵜鶘換取喬許·哈特，Nickeil Alexander-Walker （页面存档备份，存于） ，Tomáš Satoranský （页面存档备份，存于），Didi Louzada，2022 保護首輪選秀權，2026 二輪選秀權，2027 二輪選秀權。拓荒雙槍時代正式結束。而Nickeil Alexander-Walker Tomáš Satoranský隨後在三方交易中被交易至猶他爵士換取喬·英格爾斯、Elijah Hughes，以及一張二輪選秀權。在交易後的四場賽場中，拓荒者取得四連勝，而對手均是季後賽強旅：分別是湖人、尼克、公鹿、灰熊。
2023年9月27日，在密爾沃基公鹿隊跟鳳凰城太陽、波特蘭拓荒者進行三方交易後，利拿特加盟了公鹿隊，拓荒者正式踏入重建期。
拓荒者在這個球季的表現非常艱難，在踏入2024年時他們只取得9勝。2024年1月11日，他們更創下了一個不光彩的NBA紀錄：他們作客奧克拉荷馬城雷霆以77:139落敗。62分差不但追平了NBA第五大分差，更讓拓荒者尷尬的是，他們成為首支NBA球隊的隊史中兩度輸60分以上的球隊。
2023-24賽季，例行賽以21勝61負的戰績，無緣季後賽。
2024-25賽季，例行賽以36勝46負的戰績，無緣季後賽。拓荒者以複數年續約昌西·比卢普斯。

## 退休球衣號碼
| 波特兰开拓者 退役球衣号码球员 |                   |        |                  |
| 背號                          | 球员              | 位置   | 時間             |
| 15                            | 拉里·斯蒂尔       | 後衛   | 1971–80          |
| 20                            | 莫里斯·卢卡斯     | 前鋒   | 1976–80, 1987–88 |
| 22                            | 克莱德·德雷克斯勒 | 後衛   | 1983–95          |
| 30                            | 鲍勃·格罗斯       | 前鋒   | 1975–82          |
| 30                            | 泰瑞·波特         | 後衛   | 1985–95          |
| 32                            | 比尔·沃尔顿       | 中鋒   | 1974–79          |
| 36                            | 劳埃德·内尔       | 中鋒   | 1972–79          |
| 45                            | 杰夫·皮特里       | 後衛   | 1970–76          |
| 77                            | 杰克·拉姆齐       | 主教練 | 1976–86          |

Two non-players also have honorary jerseys hanging in the rafters:
- 1 阿維達斯·薩博尼斯, 中鋒, 1995-03, as #1 is still used by team players (currently guard Jarrett Jack).
- 2 拉里·韦恩伯格, Team founder-owner, 1970-88.  Jersey is honorary, as #2 is still used by team players (currently guard Steve Blake).
- 77 杰克·拉姆齐, 主教練, 1976-86.  Number selected in honor of 1976-2023 season.